# Tarchia
Tarchia (Tarchia = betyder "Hjärna"), släkte med stora, bepansrade dinosaurier som levde i Asien, nuvarande Mongoliet. Tarchia var en ankylosaurie, nära beläktad med Ankylosaurus, Euplocephalus och Saichania. Tarchia tros ha levt för cirka 70 milj. år sedan under Yngre krita (Campanian-Maastricht). Fossil efter släktet har påträffats i Barun Goyot Formation och Nemegt Formation. Dinosaurier som kan ha delat utbredningsområde med Tarchia är bland annat Tarbosaurus, Saurolophus, Protoceratops och Velociraptor. 

## Upptäckt och namn

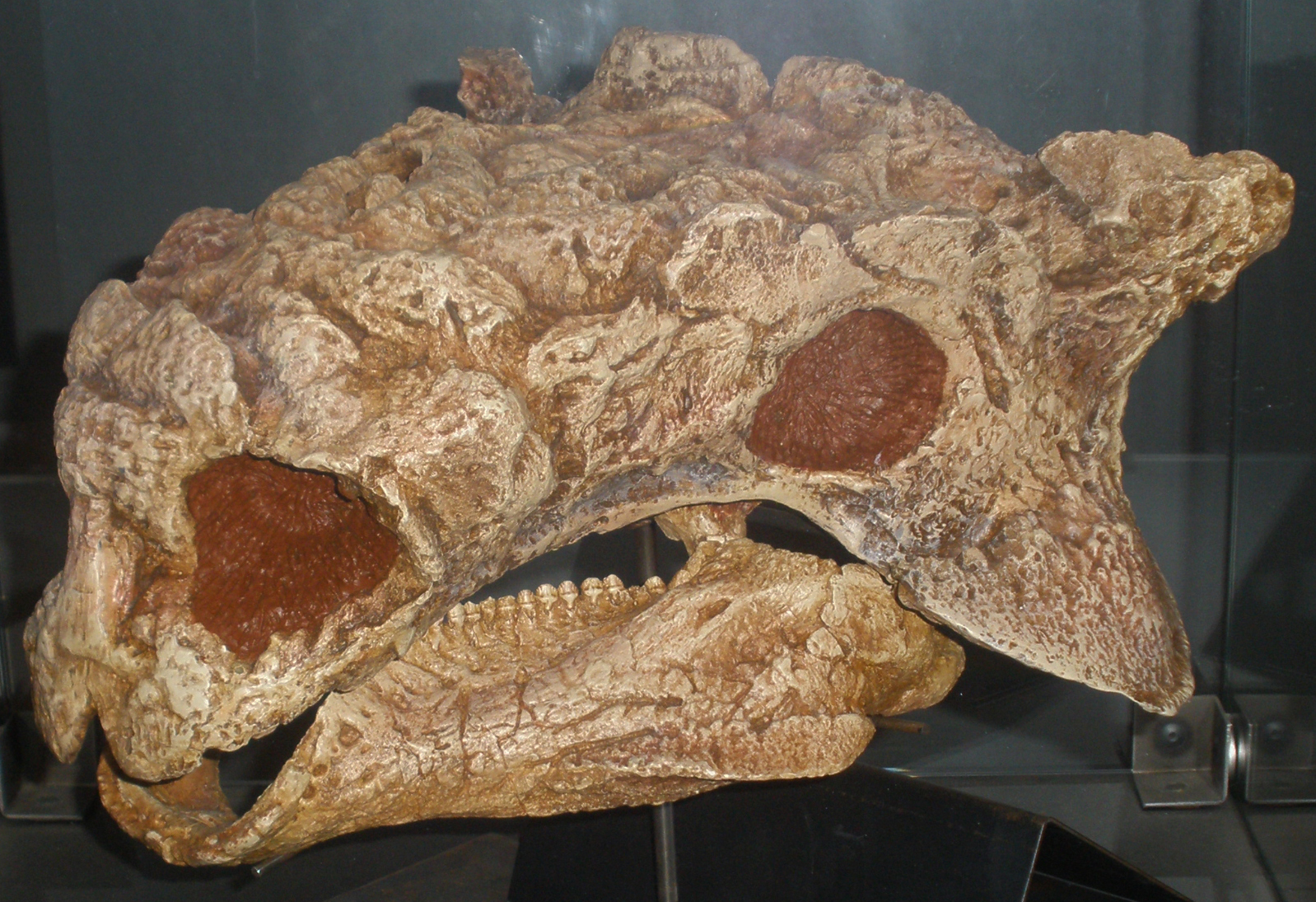
Skalle av Tarchia.

1956 beskrev Evgenij Aleksandrovič Maleev en skalle (PIN 551-29) påträffad i Nemegt Formation, Omnogov. Den fick namnet Dyoplosaurus giganteus. 1977 beskrev Teresa Maryańska lämningar efter en annan ankylosaurie (ZPAL MgD-I/111), som hon beskrev som Tarchia kielanae. Hon ändrade namnet Dyoplosaurus giganteus till Tarchia gigantea, och i nuläget ses namnet Dyoplosaurus som en synonym till Tarchia. Släktnamnet Tarchia kommer av det Mongoliska språkets ord "Tarchi", som på Svenska betyder "hjärna". Namnet kommer av att detta släkte verkar ha haft en skalle med större utrymme för hjärna än andra Ankylosaurider, såsom Saichania. Tarchia översätts också till "Klipsk" eller "Smart", men dess hjärna var ändå mycket liten i förhållande till kroppsstorleken.
Man har hittat 7 fossila exemplar som tillförts släktet Tarchia (bland dem ZPAL MgD-I/111, PIN 3142/250, ZPAL MgD-I/42-43, ZPAL MgD-I/49, ZPAL MgD-I/113 och holotypen PIN 551-29), men man har inte återfunnit så mycket välbevarat fossilt material från dem. PIN 551-29 består av några svanskotor, metakarpaler, falanger och bitar av pansar.

## Beskrivning
Tarchia var med stor sannolikhet en typisk Ankylosaurid. Den gick troligtvis på fyra korta, kraftiga ben som bar upp en tung kropp med bred rygg. Tarchia var troligtvis täckt i benplattor och pansar från nos till svans, som slutade i en stor benklubba av sammanvuxna kotor. Denna benklubba skulle ha kunnat användas som ett effektivt vapen mot djur som Tarbosaurus. Man tror att Tarchia blev upp till 8 meter lång, vilket skulle göra den till en av de största Ankylosaurierna man påträffat i Asien. Skallen var liten, 0,4 meter lång, men med mycket tjocka ben, vilket kan ha gjort den mer robust.

## Tarchiai populärkulturen
Tarchia har inte gjort så många framträdanden i kulturella sammanhang. 2007 presenterades den dock i Giant Screen Films dokumentärfilm Dinosaurs alive!, där den skildras när den slåss med en Tarbosaurus.